# Gałkówek (gmina)
Gałkówek – dawna gmina wiejska istniejąca w latach 187?-1954 w Łódzkiem. Nazwa gminy pochodzi od wsi Gałkówek, lecz siedzibą władz gminy był Gałków.
Gmina Gałkówek powstała za Królestwa Polskiego w 1874 roku w powiecie brzezińskim w guberni piotrkowskiej z obszaru zniesionych gmin Gałków i Bedoń. 
W 1915 roku niemieckie władze okupacyjne wprowadziły administrację cywilną i z wiejskiej gminy Gałkówek wyodrębniły Andrespol, włączając go do powiatu łódzkiego i nadając mu status miasta, liczącego w 1916 roku 1040 mieszkańców. Władze polskie nie uznały jednak Andrespola za miasto w 1919 roku, przez co Andrespol powrócił do powiatu brzezińskiego i stał się ponownie osadą w wiejskiej gminie Gałkówek, która weszła w skład woj. łódzkiego. W 1933 roku rozszerzono uprawnienia samorządowe gminy.
Podczas okupacji gmina należała do dystryktu radomskiego (w Generalnym Gubernatorstwie). Po zakończeniu II wojny światowej utworzona została Gminna Rada Narodowa w Gałkówku. 28 kwietnia 1949 roku z części obszaru gminy Gałkówek (Żakowice Nowe, Koluszki Stare, Żakowice Stare) utworzono miasto Koluszki. W 1950 roku funkcję wykonawczą Zarządu Gminnego przejęło Prezydium Gminnej Rady Narodowej.
Według stanu z dnia 1 lipca 1952 roku gmina składała się z 20 gromad: Andrespol, Bedoń, Bedoń Przykościelny, Borowo, Eufeminów, Gaj, Gałków Duży, Gałków Kolonia, Gałków Mały, Janówka, Jordanów, Justynów, Kędziorki, Małczew, Przanowice, Różyca, Tworzyjanki, Zalesie, Zielona Góra i Żakowice Stare. Jednostka została zniesiona 29 września 1954 roku wraz z reformą wprowadzającą gromady w miejsce gmin. Z obszaru gminy utworzono Gromadzkie Rady Narodowe. Po reaktywowaniu gmin z dniem 1 stycznia 1973 roku gminy nie przywrócono, a jej dawny obszar wszedł głównie w skład nowych gmin Andrespol, Brzeziny i Koluszki.

## Zob. też
- Gałkowskie Gminne Kółko Łowieckie